# Podersdorf am See
Podersdorf am See (ungerska: Pátfalu) är en ort och kommun i Österrike. Den ligger vid Neusiedlersjön i distriktet Neusiedl am See i förbundslandet Burgenland, 50 km sydost om huvudstaden Wien.